# Берлин, Давид Яковлевич
Давид Яковлевич Берлин (12 июля 1925, Москва — 17 ноября 2021) — советский и российский баскетбольный тренер. Основатель женского баскетбольного клуба «Спартак» Московской области. Заслуженный тренер СССР, заслуженный тренер РСФСР, заслуженный работник физической культуры Российской Федерации, почётный гражданин Московской области и города Ногинска.

## Биография
Родился в Москве 12 июля 1925 года.
Жил в коммунальной квартире в районе Трубной площади. В 1938 году увлёкся игрой в баскетбол. В мае 1941 года окончил 9 классов школы. Во время Великой Отечественной войны работал санитаром в Москве, затем в Ярославле. В 1943 году поступил в Московский авиационный техникум. Параллельно работал токарем на заводе, выпускавшем моторы для самолётов Ил-2.
В 1949 году, когда Давид Берлин тренировал одну институтскую баскетбольную команду, общество «Спартак» предложило ему стать тренером команды Московской области. Он набрал мужскую и женскую команды. В дальнейшем он остался тренером только женской команды, а мужскую передал другому тренеру. В 1967 году окончил Смоленский государственный институт физической культуры по специальности «тренер-преподаватель». Тренером женского баскетбольного клуба «Спартак» Московской области он оставался более 60 лет. Под его руководством в 1978 году команда стала чемпионом СССР и трижды становилась обладателем Кубка Ронкетти (в 1977, 1981 и 1982 годах). Воспитанницы Давида Берлина завоевали 7 золотых олимпийских медалей. Среди них — двукратные олимпийские чемпионки Нелли Ферябникова, Ольга Сухарнова и Татьяна Надырова.
Активно занимался общественной деятельностью. В 1970—1990 годах был заместителем председателя Федерации баскетбола России, председателем тренерского Совета России. Является членом Коллегии Комитета по физической культуре, спорту, туризму и работе с молодёжью Московской области.
Скончался 17 ноября 2021 года на 97-м году жизни.

## Награды и премии
- Орден «Знак Почёта»
- Орден Дружбы народов
- Медаль «За победу над Германией в Великой Отечественной войне 1941—1945 гг.»[3]
- Медаль «За доблестный труд в Великой Отечественной войне 1941—1945 гг.»[3]
- Заслуженный тренер СССР[3]
- Заслуженный тренер РСФСР[3]
- Судья всесоюзной категории (1957)[5]
- Заслуженный работник физической культуры Российской Федерации[3]
- Почётный гражданин Московской области (2005)[3]
- Почётный гражданин города Ногинска Московской области (2001)[3]
- Золотая корзина (2009)